# Europarlamentari pentru Germania 2004-2009
Această listă este o listă a membrilor Parlamentul European for Germania in the 2004 to 2009 sesiunea, aranjați după nume. Vezi Alegeri pentru Parlamentul European, 2004 (Germania) for election results.

### A
- Alexander Nuno Alvaro (Alianța Liberalilor și Democraților pentru Europa)

### B
- Angelika Beer (Grupul Verzilor - Alianța Liberă Europeană)
- Rolf Berend (Partidul Popular European)
- Reimer Böge (Partidul Popular European)
- Hiltrud Breyer (Grupul Verzilor - Alianța Liberă Europeană)
- André Brie (Stânga Unită Europeană - Stânga Verde Nordică)
- Elmar Brok (Partidul Popular European)
- Udo Bullmann (Partidul Socialiștilor Europeni)

### C
- Daniel Caspary (Partidul Popular European)
- Jorgo Chatzimarkakis (Alianța Liberalilor și Democraților pentru Europa)
- Daniel Cohn-Bendit (Grupul Verzilor - Alianța Liberă Europeană)
- Michael Cramer (Grupul Verzilor - Alianța Liberă Europeană)

### D
- Albert Dess (Partidul Popular European)
- Garrelt Duin (Partidul Socialiștilor Europeni)

### E
- Christian Ehler (Partidul Popular European)

### F
- Markus Ferber (Partidul Popular European)
- Karl-Heinz Florenz (Partidul Popular European)
- Ingo Friedrich (Partidul Popular European)

### G
- Michael Gahler (Partidul Popular European)
- Evelyne Gebhardt (Partidul Socialiștilor Europeni)
- Norbert Glante (Partidul Socialiștilor Europeni)
- Lutz Goepel (Partidul Popular European)
- Alfred Gomolka (Partidul Popular European)
- Friedrich-Wilhelm Graefe zu Baringdorf (Grupul Verzilor - Alianța Liberă Europeană)
- Ingeborg Grässle (Partidul Popular European)
- Lissy Gröner (Partidul Socialiștilor Europeni)
- Matthias Groote (Partidul Socialiștilor Europeni)

### H
- Klaus Hänsch (Partidul Socialiștilor Europeni)
- Rebecca Harms (Grupul Verzilor - Alianța Liberă Europeană)
- Jutta Haug (Partidul Socialiștilor Europeni)
- Ruth Hieronymi (Partidul Popular European)
- Karsten Friedrich Hoppenstedt (Partidul Popular European)
- Milan Horáček (Grupul Verzilor - Alianța Liberă Europeană)

### J
- Georg Jarzembowski (Partidul Popular European)
- Elisabeth Jeggle (Partidul Popular European)
- Karin Jöns (Partidul Socialiștilor Europeni)

### K
- Gisela Kallenbach (Grupul Verzilor - Alianța Liberă Europeană)
- Sylvia-Yvonne Kaufmann (Stânga Unită Europeană - Stânga Verde Nordică)
- Heinz Kindermann (Partidul Socialiștilor Europeni)
- Ewa Klamt (Partidul Popular European)
- Christa Klass (Partidul Popular European)
- Wolf Klinz (Alianța Liberalilor și Democraților pentru Europa)
- Dieter-Lebrecht Koch (Partidul Popular European)
- Silvana Koch-Mehrin (Alianța Liberalilor și Democraților pentru Europa)
- Christoph Werner Konrad (Partidul Popular European)
- Holger Krahmer (Alianța Liberalilor și Democraților pentru Europa)
- Konstanze Krehl (Partidul Socialiștilor Europeni)
- Wolfgang Kreissl-Doerfler (Partidul Socialiștilor Europeni)
- Helmut Kuhne (Partidul Socialiștilor Europeni)

### L
- Alexander Graf Lambsdorff (Alianța Liberalilor și Democraților pentru Europa)
- Werner Langen (Partidul Popular European)
- Armin Laschet (Partidul Popular European)
- Kurt Joachim Lauk (Partidul Popular European)
- Kurt Lechner (Partidul Popular European)
- Klaus-Heiner Lehne (Partidul Popular European)
- Jo Leinen (Partidul Socialiștilor Europeni)
- Peter Liese (Partidul Popular European)

### M
- Erika Mann (Partidul Socialiștilor Europeni)
- Thomas Mann (Partidul Popular European)
- Helmuth Markov (Stânga Unită Europeană - Stânga Verde Nordică)
- Hans-Peter Mayer (Partidul Popular European)

### N
- Hartmut Nassauer (Partidul Popular European)
- Angelika Niebler (Partidul Popular European)

### O
- Vural Öger (Partidul Socialiștilor Europeni)
- Cem Özdemir (Grupul Verzilor - Alianța Liberă Europeană)

### P
- Doris Pack (Partidul Popular European)
- Tobias Pflüger (Stânga Unită Europeană - Stânga Verde Nordică)
- Willi Piecyk (Partidul Socialiștilor Europeni)
- Markus Pieper (Partidul Popular European)
- Hans-Gert Poettering (Partidul Popular European)
- Bernd Posselt (Partidul Popular European)

### Q
- Godelieve Quisthoudt-Rowohl (Partidul Popular European)

### R
- Alexander Radwan (Partidul Popular European)
- Bernhard Rapkay (Partidul Socialiștilor Europeni)
- Herbert Reul (Partidul Popular European)
- Dagmar Roth-Behrendt (Partidul Socialiștilor Europeni)
- Mechtild Rothe (Partidul Socialiștilor Europeni)
- Heide Rühle (Grupul Verzilor - Alianța Liberă Europeană)

### S
- Frithjof Schmidt (Grupul Verzilor - Alianța Liberă Europeană)
- Ingo Schmitt (Partidul Popular European)
- Horst Schnellhardt (Partidul Popular European)
- Juergen Schröder (Partidul Popular European)
- Elisabeth Schroedter (Grupul Verzilor - Alianța Liberă Europeană)
- Martin Schulz (Partidul Socialiștilor Europeni)
- Willem Schuth (Alianța Liberalilor și Democraților pentru Europa)
- Andreas Schwab (Partidul Popular European)
- Renate Sommer (Partidul Popular European)
- Ulrich Stockmann (Partidul Socialiștilor Europeni)

### T
- Helga Trüpel (Grupul Verzilor - Alianța Liberă Europeană)

### U
- Feleknas Uca (Stânga Unită Europeană - Stânga Verde Nordică)
- Thomas Ulmer (Partidul Popular European)

### V
- Karl von Wogau (Partidul Popular European)

### W
- Sahra Wagenknecht (Stânga Unită Europeană - Stânga Verde Nordică)
- Ralf Walter (Partidul Socialiștilor Europeni)
- Manfred Weber (Partidul Popular European)
- Barbara Weiler (Partidul Socialiștilor Europeni)
- Anja Weisgerber (Partidul Popular European)
- Reiner Wieland (Partidul Popular European)
- Joachim Wuermeling (Partidul Popular European)

### Z
- Gabi Zimmer (Stânga Unită Europeană - Stânga Verde Nordică)